# ميشيل بارتولي
ميشيل بارتولي (بالإيطالية: Michele Bartoli)‏ مواليد 27 مايو 1970 في بيزا، هو دراج إيطالي سابق. سبق أن شارك في دورة الألعاب الأولمبية الصيفية.

## سباقات أو مراحل فاز بها
- طواف سويسرا
- طواف إيطاليا

## روابط خارجية
- ميشيل بارتولي على موقع أرشيف الدراجات (الإنجليزية)
- ميشيل بارتولي على موقع إحصائيات الدراجات الإحترافية (الإنجليزية)
- ميشيل بارتولي على موقع نسبة الدراجات (الإنجليزية)
- ميشيل بارتولي على موقع CycleBase (الإنجليزية)
- ميشيل بارتولي على موقع أوليمبيديا (الإنجليزية)
- cyclingbase